# Ghana en los Juegos Olímpicos de Pekín 2008
Ghana estuvo representada en los Juegos Olímpicos de Pekín 2008 por un total de 9 deportistas que compitieron en 2 deportes.  
La portadora de la bandera en la ceremonia de apertura fue la atleta Vida Anim. El equipo olímpico ghanés no obtuvo ninguna medalla en estos Juegos.